# Criorhina tripilosa
Criorhina tripilosa är en tvåvingeart som beskrevs av Ralph L. Coe 1964. Criorhina tripilosa ingår i släktet pälsblomflugor, och familjen blomflugor. Inga underarter finns listade i Catalogue of Life.